# 김택하
김택하(1933년 1월 1일~2008년 10월 27일)는 대한민국의 정치인이다. 제9대 국회의원을 지냈다.

## 역대 선거 결과
|  | 26.56% |

|  | 16.19% |